# Konta Johanna
Konta Johanna (Sydney, 1991. május 17. –) magyar–ausztrál–brit állampolgárságú, 2012-ig ausztrál, utána brit színekben versenyző visszavonult profi teniszezőnő, olimpikon.
1984 után ő volt az első brit teniszezőnő, aki a Top5-be jutott a világranglistán.
2008–2021 közötti profi pályafutása során egyéniben négy WTA-, valamint tizenegy egyéni és négy páros ITF-tornagyőzelmet szerzett. Első kiemelkedő eredménye a 2015-ös US Openen elért nyolcaddöntőbe jutása volt. A Grand Slam-tornák közül a legjobb eredményt a 2016-os Australian Openen, a 2017-es wimbledoni teniszbajnokságon és a 2019-es Roland Garroson érte el, amelyeken az elődöntőbe jutott. Legjobb világranglista-helyezése egyéniben a 4. hely volt, amelyre 2017. július 17-én került, párosban a 88. helyezés, amelyen 2016. augusztus 1-én állt.
2013–2019 között a brit Fed-kupa-csapat tagjaként 30 alkalommal lépett pályára. Nagy-Britannia színeiben vett részt a 2016-os riói olimpia női egyes versenyén, ahol a negyeddöntőben szenvedett vereséget a későbbi döntős Angelique Kerbertől. A párosok versenyén Heather Watsonnal a 2. körig jutottak, míg vegyes párosban Jamie Murray volt a párja, és az első körben a későbbi olimpiai bajnok páros ütötte el őket a továbbjutástól.
2017-es wimbledoni menetelése során megkérdezték, minek köszönheti sikereit, amire válasza ez volt: „Ez olyasvalami, ami évek, évek és évek kemény munkája volt, évek, évek és évek elkövetett hibái, majd végül is megtanultam kiküszöbölni ezeket a hibákat”.
2021. december 1-én jelentette be, hogy befejezi profi pályafutását. Ez alkalomból háromrészes nagyinterjút adott a WTA Insidernek. 2021. december közepén többéves kapcsolat után összeházasodott Jackson Wade filmproducer médiavállalkozóval. 2022 májusában bejelentette, hogy gyereket vár.

## Élete és pályafutása
Apja Konta Gábor szállodamenedzser, anyja dr. Kertész Gabriella fogorvos. Nagyapja Kertész Tamás labdarúgó, aki 1955-ben két alkalommal játszott Európa-kupa-mérkőzésen a magyar válogatottban az aranycsapat tagjaival. Dédapja Marschall József sokszoros magyar- és Európa-bajnok fogathajtó, hatszoros Magyar Derby-győztes, az ügető nagy egyénisége volt. Nővére, Éva Emese apja előző házasságából született, Ausztráliában él, férje Shane Mumford(en), az ausztrál futball ismert játékosa.
Nyolcéves korában kezdett el teniszezni. A Nemzetközi Teniszszövetség (ITF) 2004 óta tartja nyilván az eredményeit. 2005-ben került Spanyolországba a Sanchez–Casal-teniszakadémiára,  majd miután a szülei Angliában helyezkedtek el, ő is oda költözött. Később Texasban a Roddick Lavalle teniszakadémián, majd 2011. januártól a Weybridge Tennis Academy keretében csiszolta tudását. 2012-ben kapta meg a brit állampolgárságot, ezt követően Roehamptonban a National Tennis Academy keretében edzett, majd 2012. decemberben a brit teniszszövetség beválasztotta azon 21 versenyző közé, akiket az Aegon Team kiemelten támogatott.  2014 végén az angol szövetség csökkentette a támogatását, ezért költségkímélés miatt az edzéseit áttette Észak-Spanyolországba, Gijonba, ahol  Esteban Carril és Jose-Manuel Garcia segíti felkészülését. A felkészítő team tagja volt 2016. novemberben bekövetkezett haláláig Juan Coto pszichológus is, aki a mentális tréningeket tartotta, amely jelentősen hozzájárult eredményei javulásához. A velük való munka ideje alatt több mint 100 helyet javult a világranglistán. 2017-től Wim Fissette az edzője, aki korábban Kim Clijsters, Simona Halep és Viktorija Azaranka edzője is volt. A 2017-es wimbledoni elődöntős eredménye után a világranglistán bekerült a Top5-be.

### Juniorként
Első, ITF által is jegyzett junior tornagyőzelmét 2007. februárban érte el Finnországban. 2007-ben egyéniben és párosban is több junior versenyen legalább az elődöntőig jutott, az első helyet szerezte meg az angliai Suttonban, a Juan Carlos Ferrero teniszakadémián rendezett nemzetközi ifjúsági versenyen, majd két egymást követő tornán is győzött Dél-Afrikában. A 2007-es évet a kombinált junior világranglista 36. helyezettjeként zárta.
2008-ban a döntőben Laura Robsont legyőzve szerezte meg az első helyet az olaszországi Santa Croce-ban rendezett junior versenyen, és a chilei Alexa Guarachi partnereként egy páros tornagyőzelmet is aratott Santiagóban. A junior világranglistán legjobb helyezését 2008. júniusban érte el, amikor a 11. helyen állt.

### Kezdeti lépések a profik között
2008
Első ITF-tornagyőzelmét 2008. májusban aratta Mostarban egy 10 000 dolláros versenyen. Első profi évében a WTA-világranglistát a 668. helyen zárta.
2009
2009-ben szabadkártyásként indult Suttonban egy 25 000 dolláros versenyen, és csak a döntőben szenvedett vereséget a 3. kiemelt angol Katie O’Brientől. Júniusban megszerezte első 25 000 dolláros tornagyőzelmét a kanadai Waterlooban. Ezt követő versenyei nem sikerültek, további kilenc versenyéből nyolc alkalommal az első körben esett ki, hatszor háromjátszmás mérkőzést veszítve el. Az első félévbeli jó eredményei alapján azonban még így is előre lépett a világranglistán az előző év végi 668. helyről a 306. helyre.
2010
2010-ben szerezte meg első 50 000 dolláros tornagyőzelmét az amerikai Raleighben, majd Belgiumban győzött egy 10 000 dolláros versenyen. Az évet a világranglista 248. helyén zárta.
2011
Márciusban Babos Tímeával párosban szerezte meg első ITF párosgyőzelmét egy 25 000 dolláros versenyen a mexikói Irapuatóban. Júliusban a döntőben Laura Robsont legyőzve első lett a Woking-Fixhillsben rendezett 25 000 dolláros versenyen, majd szeptemberben első kiemeltként megnyert egy 10 000 dolláros versenyt Madridban, és párosban Amanda Elliot partnereként a döntőben szenvedett vereséget a portugál Koehler és a magyar Marosi Katalin kettősétől Shrewsburyben egy 75 000 dolláros tornán. E győzelmei ellenére a világranglistán az év végére visszaesett a 305. helyre.

### 2012: Első győzelem Grand Slam-torna főtábláján
Februárban győzött egy 25 000 dolláros versenyen az amerikai Rancho Mirage-ban, majd júliusban a döntőben szenvedett vereséget egy 50 000 dolláros versenyen Lexingtonban. A kvalifikációból első alkalommal sikerült egy Grand Slam-tornán a főtáblára kerülnie, és az első fordulóban legyőzve a magyar Babos Tímeát megszerezte első főtáblás győzelmét. A második fordulóban a fehérorosz Volha Havarcova három játszmában ütötte el a továbbjutástól. Eredményei alapján több, mint 150 helyet lépett előre a világranglistán, és az évet a 153. helyen zárta.
2013
Júniusban legyőzve An-Sophie Mestachot, Doi Miszakit és Alison Riskét az elődöntőbe jutott Nottinghamben, ahol Karolína Plíšková ütötte el a döntőbe jutástól. Júliusban szerezte meg az évben az első tornagyőzelmét, amikor Winnipegben első kiemeltként megnyerte a 25 000 dolláros versenyt. Rögtön a következő versenyén Vancouverben első 100 000 dolláros tornagyőzelmének örülhetett, miután az első fordulóban legyőzte az első kiemelt Hszie Su-vejt, a többi mérkőzésén mindössze egy játszmát vesztett. Az év végére a Top100 közelébe került a 112. világranglista-helyezésével.

### 2014: Először a Top100-ban
Az év első igazán kiemelkedő eredményét májusban érte el a franciaországi Saint-Gaudensben rendezett 50 000 dolláros versenyen, ahol egyéniben az elődöntőig jutott, ahol Pauline Parmentier ütötte el a döntőbe jutástól, párosban pedig Sharon Fichman partnereként csak a döntőben szenvedett vereséget egy paraguayi–argentin kettőstől. Júniusban a 75 000 dolláros nottinghami tornán az első fordulóban legyőzte a cseh Andrea Hlaváčkovát, és az elődöntőig jutott.
2014. júliusban került be először a világranglista első 100 helyezettje közé, amikor a 89. helyen állt.
Szeptemberben Albuquerque-ben egy újabb 75 000 dolláros verseny elődöntős helyét szerezte meg, miután a második körben három szettben győzni tudott Nicole Vaidišová ellen, és csak az első kiemelt Ana Tatisvili tudta megállítani. A második félévben sok pontot vesztett, így az évet csak a 150. helyen zárta.

### 2015: Grand Slam-nyolcaddöntő és a Top50-ben
Az év során az első döntőt februárban az amerikai Surprise-ban játszotta párosban egy 25 000 dolláros versenyen, majd áprilisban egyéniben jutott el a döntőig a 25 000 dolláros jacksoni versenyen. Áprilisban Maria Sanchez partnereként megnyerték a dothani 50 000 dolláros torna páros versenyét, majd egy hétre rá már egy 100 000 dolláros versenyen győzött párosban Cagnes-sur-Merben.
A Roland Garroson a kvalifikációból feljut a főtáblára, azonban az első fordulóban vereséget szenvedett Denisa Allertovától. Eastbourne-ben egy 50 000 dolláros tornán párosban, Nottinghamben az International kategóriájú tornán egyéniben negyeddöntős volt, ahol a román Monica Niculescutól szenvedett vereséget. Szabad kártyával indulhatott Eastbourne-ben a Premier 700-as versenyen, és az első fordulóban Zarina Diyas, a másodikban Jekatyerina Makarova, a harmadikban Garbiñe Muguruza ellen győzve jutott el a negyeddöntőig, ahol a későbbi tornagyőztes Belinda Bencic állította meg egy háromszettes mérkőzésen.
Wimbledonban az első fordulóban Marija Sarapovával sorsolták össze, és nem jutott tovább. Wimbledon után a US Open negyeddöntőjéig minden mérkőzését megnyerte. Először győzött egy 50 000 dolláros tornán a kanadai Granbyben, majd egyéniben és párosban is az első helyet szerezte meg a 100 000 dolláros vancouveri versenyen. Ilyen előzmények után remek formában érkezett a US Openre, ahol a kvalifikációból indulva a főtáblán Garbiñe Muguruzát és Andrea Petkovićot is legyőzve jutott a legjobb 16 közé, és ott szenvedett vereséget Petra Kvitovától.
Folytatva egész éves jó szereplését, Wuhanban a Premier 5 kategóriájú tornán a kvalifikációból indulva a főtáblán Andrea Petković, Viktorija Azaranka és Simona Halep legyőzése után jutott a negyeddöntőbe, ahol később a tornát is megnyerő Venus Williams állította meg. Októberben érte el addigi legjobb világranglista-helyezését, amikor a Top50-be kerülve a 46. helyen állt.

### 2016: Grand Slam-elődöntő, első WTA-tornagyőzelem, a Top 10-ben
A 2016-os év felvezető versenyei nem sikerültek, Sencsenben és Hobarban is már az első fordulóban búcsúzni kényszerült. Az Australian Openen azonban eddigi legjobb Grand Slam-eredményét elérve az elődöntőig jutott, miután az első fordulóban búcsúztatta Venus Williamset, majd később a negyedik körben Jekatyerina Makarova ellen győzve jutott a negyeddöntőbe, ahol legyőzte a kvalifikációból felkerülő kínai ellenfelét, és végül az elődöntőben kapott csak ki a német Angelique Kerbertől. Ezzel az eredményével 33 év után jutott be brit színekben női versenyző egy Grand Slam-elődöntőbe. Előkelő helyezése alapján a világranglistán a 28. helyre ugrott, először kerülve be a Top30-ba. A Roland Garroson ugyan az első körben kiesett, de a világranglistán előtte állók pontvesztéseinek köszönhetően a 18. helyre került, először kerülve a Top20 versenyző közé.
Első WTA-tornagyőzelmét 2016 július 24-én érte el, amikor a stanfordi premier kategóriás tornán a döntőben Venus Williams ellen győzelmet aratva szerezte meg a címet. A riói olimpia résztvevője. Októberben a Premier Mandatory kategóriájú China Open tornán a döntőbe jutott, ahol Agnieszka Radwańskától szenvedett vereséget. Eredményével azonban a világranglistán a 9. helyre ugrott, először kerülve be a Top10 versenyző közé.

### 2017: Első Premier Mandatory tornagyőzelem, wimbledoni elődöntő, a Top5-ben
A 2017-es évet Sydneyben tornagyőzelemmel kezdte, ahol a döntőben Agnieszka Radwańskát verte 6–4, 6–2-re. Áprilisban a Premier Mandatory kategóriájú Miami Open tornán a döntőben Caroline Wozniacki ellen aratott 6–4, 6–3 arányú győzelmet, ezzel pályafutása eddigi legnagyobb sikerét érte el. Júniusban a Nottingham Openen a döntőbe jutott, de vereséget szenvedett a horvát Donna Vekićtől.
Wimbledonban bejutott az elődöntőbe, amely brit teniszezőnőnek, Virginia Wade-nek, utoljára 39 évvel ezelőtt, 1978-ban sikerült, ott azonban vereséget szenvedett Venus Williamstől. Eredményével a világranglista 4. helyére került, és első ízben került be a Top5-be.

## WTA döntői

### Egyéni

#### Győzelmei (4)
| Összesítés            |                               |
| Grand Slam-torna (0)  |                               |
| Premier Mandatory (1) | WTA 1000 (mandatory)* (0)     |
| Premier Five (0)      | WTA 1000 (non-mandatory)* (0) |
| Premier (2)           | WTA 500* (0)                  |
| International (0)     | WTA 250* (1)                  |

*2021-től megváltozott a tornák kategóriáinak elnevezése.
|    | Dátum            | Torna                              | Borítás | Ellenfél a döntőben | Döntő eredménye |
| 1. | 2016. július 24. | Bank of the West Classic, Stanford | Kemény  | Venus Williams      | 7–5, 5–7, 6–2   |
| 2. | 2017. január 13. | Apia International Sydney, Sydney  | Kemény  | Agnieszka Radwańska | 6–4, 6–2        |
| 3. | 2017. április 1. | Miami Open, Miami                  | Kemény  | Caroline Wozniacki  | 6–4, 6–3        |
| 4. | 2021. június 13. | Nottingham Open, Nottingham        | Fű      | Csang Suaj          | 6–2, 6–1        |

#### Elveszített döntői (5)
|    | Dátum            | Torna                             | Borítás | Ellenfél a döntőben | Döntő eredménye  |
| 1. | 2016. október 9. | China Open, Peking                | Kemény  | Agnieszka Radwańska | 4–6, 2–6         |
| 2. | 2017. június 18. | Nottingham Open, Nottingham       | Fű      | Donna Vekić         | 6–2, 6–7(3), 5–7 |
| 3. | 2018. június 17. | Nottingham Open, Nottingham       | Fű      | Ashleigh Barty      | 3–6, 6–3, 4–6    |
| 4. | 2019. május 4.   | Morocco Open, Rabat               | Salak   | María Szákari       | 6–2, 4–6, 1–6    |
| 5. | 2019. május 19.  | Internazionali BNL d'Italia, Róma | Salak   | Karolína Plíšková   | 3–6, 4–6         |

## ITF döntői (15–6)

### Egyéni (11–3)
| Díjazás          |
| ---------------- |
| $100,000 verseny |
| $75,000 verseny  |
| $50,000 verseny  |
| $25,000 verseny  |
| $15,000 verseny  |
| $10,000 verseny  |

| Döntők borítás szerint |
| ---------------------- |
| Kemény (8–2)           |
| Salak (3–1)            |
| Fű (0–0)               |
| Szőnyeg (0–0)          |

| Eredmény | Ssz. | Dátum               | Verseny                                  | Borítás    | Ellenfél           | Eredmény          |
| -------- | ---- | ------------------- | ---------------------------------------- | ---------- | ------------------ | ----------------- |
| Győztes  | 1.   | 2008. május 8.      | Mostar, Bosznia-Hercegovina              | Salak      | Janina Toljan      | 6–3, 3–6, 6–4     |
| Döntős   | 1.   | 2009. február 2.    | Sutton, Egyesült Királyság               | Kemény (f) | Katie O’Brien      | 6–3, 2–6, 4–6     |
| Győztes  | 2.   | 2009. június 22.    | Waterloo, Kanada                         | Salak      | Heidi El Tabakh    | 6–2, 3–6, 6–3     |
| Győztes  | 3.   | 2010. május 10.     | Raleigh, Amerikai Egyesült Államok       | Salak      | Lindsay Lee-Waters | 6–2, 5–7, 6–4     |
| Győztes  | 4.   | 2010. augusztus 16. | Westende, Belgium                        | Kemény     | Nicky Van Dyck     | 6–1, 6–0          |
| Győztes  | 5.   | 2011. július 11.    | Woking, Egyesült Királyság               | Kemény     | Laura Robson       | 6–4, 1–1, feladta |
| Győztes  | 6.   | 2011. szeptember 5. | Madrid, Spanyolország                    | Kemény     | Lucy Brown         | 6–2, 6–1          |
| Győztes  | 7.   | 2012. február 6.    | Rancho Mirage, Amerikai Egyesült Államok | Kemény     | Lenka Wienerová    | 6–0, 6–4          |
| Döntős   | 2.   | 2012. július 29.    | Lexington, Amerikai Egyesült Államok     | Kemény     | Julia Glushko      | 3–6, 0–6          |
| Győztes  | 8.   | 2013. július 22.    | Winnipeg, Kanada                         | Kemény     | Samantha Murray    | 6–3, 6–1          |
| Győztes  | 9.   | 2013. július 29.    | Vancouver, Kanada                        | Kemény     | Sharon Fichman     | 6–4, 6–2          |
| Döntős   | 3.   | 2015. április 6.    | Jackson, Amerikai Egyesült Államok       | Salak      | Anhelina Kalinyina | 3–6, 4–6          |
| Győztes  | 10.  | 2015. július 20.    | Granby, Kanada                           | Kemény     | Stéphanie Foretz   | 6–2, 6–4          |
| Győztes  | 11.  | 2015. augusztus 17. | Vancouver, Kanada                        | Kemény     | Kirsten Flipkens   | 6–2, 6–4          |

### Páros (4–3)
| Díjazás          |
| ---------------- |
| $100,000 verseny |
| $75,000 verseny  |
| $50,000 verseny  |
| $25,000 verseny  |
| $15,000 verseny  |
| $10,000 verseny  |

| Döntők borítás szerint |
| ---------------------- |
| Kemény (2–2)           |
| Salak (2–1)            |
| Fű (0–0)               |
| Szőnyeg (0–0)          |

| Eredmény | Ssz. | Dátum                | Verseny                                       | Borítás    | Partner        | Ellenfél                                | Eredmény         |
| -------- | ---- | -------------------- | --------------------------------------------- | ---------- | -------------- | --------------------------------------- | ---------------- |
| Győztes  | 1.   | 2011. március 7.     | Irapuato, Mexikó                              | Kemény     | Babos Tímea    | Macall Harkins Nicole Rottmann          | 6–3, 6–4         |
| Döntős   | 1.   | 2011. szeptember 19. | Shrewsbury, Egyesült Királyság                | Kemény (f) | Amanda Elliott | Maria João Koehler Marosi Katalin       | 6–7(3–7), 1–6    |
| Döntős   | 2.   | 2014. május 12.      | Saint-Gaudens, Franciaország                  | Salak      | Sharon Fichman | Verónica Cepede Royg María Irigoyen     | 5–7, 3–6         |
| Döntős   | 3.   | 2015. február 16.    | Surprise, Amerikai Egyesült Államok (Arizona) | Kemény     | Maria Sanchez  | Jacqueline Cako Kaitlyn Christian       | 4–6, 7–5, [7–10] |
| Győztes  | 2.   | 2015. április 20.    | Dothan, Amerikai Egyesült Államok (Alabama)   | Salak      | Maria Sanchez  | Paula Cristina Gonçalves Petra Krejsová | 6–3, 6–4         |
| Győztes  | 3.   | 2015. május 4.       | Cagnes-sur-Mer, Franciaország                 | Salak      | Laura Thorpe   | Jocelyn Rae Anna Smith                  | 1–6, 6–4, [10–5] |
| Győztes  | 4.   | 2015. augusztus 17.  | Vancouver, Kanada                             | Kemény     | Maria Sanchez  | Raluca Olaru Anna Tatisvili             | 7–6(7–5), 6–4    |

## Eredményei Grand Slam-tornákon

### Egyéni
| Grand Slam | Australian Open | Australian Open  | Roland Garros | Roland Garros       | Wimbledon   | Wimbledon          | US Open       | US Open              |
| Év         | Eredmény        | Utolsó ellenfél  | Eredmény      | Utolsó ellenfél     | Eredmény    | Utolsó ellenfél    | Eredmény      | Utolsó ellenfél      |
| 2012       | –               | –                | –             | –                   | 1. kör      | Christina McHale   | 2. kör        | Volha Havarcova      |
| 2013       | Selejtező(Q2)   | Selejtező(Q2)    | Selejtező(Q2) | Selejtező(Q2)       | 1. kör      | Jelena Janković    | Selejtező(Q1) | Selejtező(Q1)        |
| 2014       | Selejtező(Q2)   | Selejtező(Q2)    | Selejtező(Q3) | Selejtező(Q3)       | 1. kör      | Peng Suaj          | 1. kör        | Sahar Peér           |
| 2015       | Selejtező(Q1)   | Selejtező(Q1)    | 1. kör        | Denisa Allertová    | 1. kör      | Marija Sarapova    | 4. kör        | Petra Kvitová        |
| 2016       | Elődöntő        | Angelique Kerber | 1. kör        | Julia Görges        | 2. kör      | Eugenie Bouchard   | 4. kör        | Anastasija Sevastova |
| 2017       | Negyeddöntő     | Serena Williams  | 1. kör        | Hszie Su-vej        | Elődöntő    | Venus Williams     | 1. kör        | Aleksandra Krunić    |
| 2018       | 2. kör          | Bernarda Pera    | 1. kör        | Julija Putyinceva   | 2. kör      | Dominika Cibulková | 1. kör        | Caroline Garcia      |
| 2019       | 2. kör          | Garbiñe Muguruza | Elődöntő      | Markéta Vondroušová | Negyeddöntő | Barbora Strýcová   | Negyeddöntő   | Elina Szvitolina     |
| 2020       | 1. kör          | Unsz Dzsábir     | 1. kör        | Cori Gauff          | elmaradt    | elmaradt           | 2. kör        | Sorana Cîrstea       |
| 2021       | 1. kör          | Kaja Juvan       | 1. kör        | Sorana Cîrstea      | –           | –                  | –             | –                    |

### Páros
| Grand Slam | Australian Open       | Australian Open        | Roland Garros        | Roland Garros                       | Wimbledon              | Wimbledon                               | US Open          | US Open         |
| Év         | Eredmény Partner      | Utolsó ellenfél        | Eredmény Partner     | Utolsó ellenfél                     | Eredmény Partner       | Utolsó ellenfél                         | Eredmény Partner | Utolsó ellenfél |
| 2012       | –                     | –                      | –                    | –                                   | 1. kör Naomi Broady    | Květa Peschke Katarina Srebotnik        | –                | –               |
| 2013       | –                     | –                      | –                    | –                                   | 1. kör Anne Keothavong | Sara Errani Roberta Vinci               | –                | –               |
| 2014       | –                     | –                      | –                    | –                                   | 1. kör Tara Moore      | Daniela Hantuchová Mirjana Lučić-Baroni | –                | –               |
| 2015       | –                     | –                      | –                    | –                                   | 2. kör Maria Sanchez   | Csan Hao-csing Alison Van Uytvanck      | –                | –               |
| 2016       | 2. kör Heather Watson | Jocelyn Rae Anna Smith | 1. kör Maria Sanchez | Raquel Atawo Abigail Spears         | 3. kör Maria Sanchez   | Babos Tímea J Svedova                   | –                | –               |
| 2017       | –                     | –                      | –                    | –                                   | –                      | –                                       | –                | –               |
| 2018       | –                     | –                      | 1. kör Alison Riske  | A Medina Garrigues A Parra Santonja | –                      | –                                       | –                | –               |

## Top 10 versenyzők elleni győzelmei
| Szezon    | 2012 | 2013 | 2014 | 2015 | 2016 | 2017 | 2018 | 2019 | 2020 | 2021 | Összes |
| Győzelmek | 0    | 0    | 0    | 3    | 7    | 4    | 0    | 7    | 0    | 1    | 22     |

| #    | Versenyző            | Ranglista | Verseny                                        | Borítás | Forduló     | Eredmény                |
| ---- | -------------------- | --------- | ---------------------------------------------- | ------- | ----------- | ----------------------- |
| 2015 |                      |           |                                                |         |             |                         |
| 1.   | Jekatyerina Makarova | No. 8     | Eastbourne, Egyesült Királyság                 | Fű      | 2. kör      | 6–2, 6–4                |
| 2.   | Garbiñe Muguruza     | No. 9     | US Open, New York, Egyesült Államok            | Kemény  | 2. kör      | 7–6(7–4), 6–7(4–7), 6–2 |
| 3.   | Simona Halep         | No. 2     | Wuhan Open, Kína                               | Kemény  | 3. kör      | 6–3, 3–6, 7–5           |
| 2016 |                      |           |                                                |         |             |                         |
| 4.   | Venus Williams       | No. 10    | Australian Open, Melbourne, Ausztrália         | Kemény  | 1. kör      | 6–4, 6–2                |
| 5.   | Roberta Vinci        | No. 7     | Internazionali BNL d’Italia, Róma, Olaszország | Salak   | 2. kör      | 6–0, 6–4                |
| 6.   | Venus Williams       | No. 7     | Stanford, Egyesült Államok                     | Kemény  | Döntő       | 7–5, 5–7, 6–2           |
| 7.   | Szvetlana Kuznyecova | No. 10    | 2016-os olimpia, Rio de Janeiro, Brazília      | Kemény  | 3. kör      | 3–6, 7–5, 7–5           |
| 8.   | Carla Suárez Navarro | No. 8     | Wuhan, Kína                                    | Kemény  | 3. kör      | 7–5, 7–6(6)             |
| 9.   | Karolína Plíšková    | No. 6     | Peking, Kína                                   | Kemény  | 3. kör      | 6–1, 3–6, 7–6(2)        |
| 10.  | Madison Keys         | No. 9     | Peking, Kína                                   | Kemény  | Elődöntő    | 7–6(1), 4–6, 6–4        |
| 2017 |                      |           |                                                |         |             |                         |
| 11.  | Agnieszka Radwańska  | No. 3     | Sydney, Ausztrália                             | Kemény  | Döntő       | 6–4, 6–2                |
| 12.  | Simona Halep         | No. 4     | Miami, Egyesült Államok                        | Kemény  | Negyeddöntő | 3–6, 7–6(7), 6–2        |
| 13.  | Angelique Kerber     | No. 1     | Eastbourne, Egyesült Királyság                 | Fű      | Negyeddöntő | 6–3, 6–4                |
| 14.  | Simona Halep         | No. 2     | Wimbledon, Egyesült Királyság                  | Fű      | Negyeddöntő | 6–7(2), 7–6(5), 6–4     |
| 2019 |                      |           |                                                |         |             |                         |
| 15.  | Sloane Stephens      | No. 6     | Brisbane International, Ausztrália             | Kemény  | 1. kör      | 6–4, 6–3                |
| 16.  | Sloane Stephens      | No. 8     | Rome Masters, Olaszország                      | Salak   | 2. kör      | 6–7(3), 6–4, 6–1        |
| 17.  | Kiki Bertens         | No. 4     | Rome Masters, Olaszország                      | Salak   | Elődöntő    | 5–7, 7–5, 6–2           |
| 18.  | Sloane Stephens      | No. 7     | Roland Garros, Franciaország                   | Salak   | Negyeddöntő | 6–1, 6–4                |
| 19.  | Sloane Stephens      | No. 9     | Wimbledon, Egyesült Királyság                  | Fű      | 3. kör      | 3–6, 6–4, 6–1           |
| 20.  | Petra Kvitová        | No. 6     | Wimbledon, Egyesült Királyság                  | Fű      | 4. kör      | 4–6, 6–2, 6–4           |
| 21.  | Karolína Plíšková    | No. 3     | US Open, Egyesült Államok                      | Kemény  | 4. kör      | 6–7(1), 6–3, 7–5        |
| 2021 |                      |           |                                                |         |             |                         |
| 21.  | Elina Szvitolina     | No. 5     | Canada Masters, Kanada                         | Kemény  | 2. kör      | 3–6, 6–3, 6–2           |

## Díjai, elismerései
- Az év teniszezője (2017) (a Britain's Lawn Tennis Writers Association díja)COURTNEY NGUYEN: Award winner Konta praises Andy Murray's support of the women's game (angol nyelven). WTA, 2017. november 30. (Hozzáférés: 2017. december 1.)

## WTA Tour díjazásai
| Év       | GS-győzelem | WTA-győzelem | Megnyert tornák | Pénzdíjazás (dollár) |      |
| -------- | ----------- | ------------ | --------------- | -------------------- | ---- |
| 2010-13  | 0           | 0            | 0               | 250 871              | N/A  |
| 2014     | 0           | 0            | 0               | 156 297              | 144  |
| 2015     | 0           | 0            | 0               | 434 779              | 67   |
| 2016     | 0           | 1            | 1               | 2 363 882            | 11   |
| 2017     | 0           | 2            | 2               | 2 931 494            | 10   |
| 2018     | 0           | 0            | 0               | 1 043 096            | 36.  |
| 2019     | 0           | 0            | 0               | 2 173 945            | 12.  |
| 2020     | 0           | 0            | 0               | 373 321              | 58.  |
| 2021     | 0           | 1            | 1               | 280 490              | 134. |
| Karrier* | 0           | 4            | 4               | 10 008 175           | 57.  |

- 2021. november 15-ei állapot

## Év végi világranglista-helyezései
| Év       | 2008 | 2009 | 2010 | 2011 | 2012 | 2013 | 2014 | 2015 | 2016 | 2017 | 2018 | 2019 | 2020 | 2021 |
| Helyezés | 668. | 360. | 248. | 305. | 153. | 112. | 150. | 47.  | 10.  | 9.   | 37.  | 12.  | 14.  | 111. |